# Patrick Devedjian
Patrick Devedjian (Fontainebleau, 26 agosto 1944 – Antony, 29 marzo 2020) è stato un avvocato e politico francese dell'Unione per un Movimento Popolare (UMP). Stretto consigliere di Nicolas Sarkozy dagli anni '90, è stato ministro presso il primo ministro responsabile dell'attuazione del piano di ripresa (2008-2010), una carica ministeriale speciale creata per due anni dopo la crisi finanziaria globale del 2008.

## Biografia
Devedjian nacque a Fontainebleau, Senna e Marna, nipote dello zoologo armeno e burocrate ottomano Karekin Deveciyan. Suo padre nacque a Sivas, Impero ottomano e arrivò in Francia dopo la prima guerra mondiale. Devedjian venne educato inizialmente in una scuola armena a Sèvres. Continuò la sua formazione presso l'Università Pantheon-Assas.
Si unì al gruppo di estrema destra Occident nel 1963, all'età di 17 anni. In un'intervista del 2014, dichiarò di essersi pentito della sua passata appartenenza all'organizzazione e di non aver mai commesso alcun crimine. Fu ammesso all'Ordine degli avvocati di Parigi nel 1970. Divenne un militante del movimento gollista nel 1971 e prese parte alla fondazione del Raggruppamento per la Repubblica (RPR) nel 1976.
Muore di COVID-19 durante la pandemia di coronavirus nella notte tra il 28 e il 29 marzo 2020. 

## Carriera politica

### Sindaco di Antony e deputato
Nel 1983, Devedjian fu eletto sindaco di Antony, carica che avrebbe ricoperto fino al 2002, venendo rieletto nel 1989, 1995 e 2001. Nel 1986, divenne anche deputato all'Assemblea nazionale per il dipartimento Hauts-de-Seine e fu rieletto sei volte nel 1988, 1993, 1997, 2002, 2007 e 2012. Fu membro della Commissione Finanze dell'Assemblea e relatore della Commissione Accordo generale sulle tariffe doganali e sul commercio.
Nel 1992, fu uno dei pochi membri del RPR che votò a sostegno del Trattato di Maastricht. Durante la campagna presidenziale del 1995, sostenne Édouard Balladur insieme a Nicolas Sarkozy, e soffrì di impopolarità con l'RPR dopo la sconfitta di Balladur contro Jacques Chirac. Divenne uno stretto consigliere di Nicolas Sarkozy e tornò in auge durante la campagna presidenziale del 2002.

### Elezioni del 2007
Dopo le elezioni presidenziali del 2007 e l'elezione di Nicolas Sarkozy a Presidente della Repubblica, sono emerse tensioni tra Sarkozy e Devedjian, il quale aveva desiderato e previsto di diventare ministro della giustizia. Sarkozy  scelse al suo posto Rachida Dati, la prima donna di origine nordafricana a rivestire un incarico in un Ministero in Francia. Devedjian non fu così incluso nel governo di François Fillon. In quell'occasione, Devedjian affermò con amarezza: "Sono a favore di un governo aperto a una vasta gamma di persone, anche ai sarkoziani". La battuta gli è valsa il Premio per l'umorismo politico del 2007.
Devedjian assunse successivamente la carica di presidente del Consiglio generale degli Hauts-de-Seine il 1° giugno, diventando capo del dipartimento più ricco di Francia. Fu anche nominato vicesegretario generale dell'Unione per un Movimento Popolare (UMP), in sostituzione di Brice Hortefeux   e segretario generale 
a partire dal 25 settembre, condividendo la leadership del partito con il primo vicepresidente Jean-Pierre Raffarin.

### Ritorno al governo
Dall'8 dicembre 2008 al 13 novembre 2010, Devedjian è stato nominato ministro presso il Primo ministro responsabile dell'attuazione del piano di ripresa, una carica ministeriale speciale istituita dopo la crisi finanziaria globale del 2008 e dopo l'annuncio di un pacchetto di ripresa da parte del Presidente Sarkozy il 4 dicembre. Ha lasciato la leadership dell'UMP a Xavier Bertrand l'8 dicembre.